# Ганди (филм)
Ганди (енгл. Gandhi) је епски биографско-драмски филм из 1982. године, о животу Махатме Гандија, који је био вођа ненасилног покрета за независност Индије против Британске империје током 20. века. Режисер и продуцент филма био је Ричард Атенборо, а сценарио је написао Џон Брајли, док насловну тумачи Бен Кингсли. Радња филма покрива Гандијев живот од одлучујућег тренутка 1893. године, када је избачен из јужноафричког воза јер је седео у купеу намењеном само за белце и завршава се његовим убиством и сахраном 1948. Такође је приказано како је Ганди, иако је био хиндуиста, прихватио и друге вере, нарочито хришћанство и ислам.
Филм је у индијским биоскопима објављен 30. новембра 1982, а у Британији 3. децембра исте године. Наишао је на позитивне реакције критичара, који су нарочито похвалили историјски тачан приказ Гандија, индијског покрета за независност и штете коју је британска колонизација нанела Индији, као и продукцијске вредности, костиме и Кингслијеву глуму. Био је и комерцијално успешан, зарадивши преко 127 милиона долара широм света, наспрам буџета од 22 милиона долара.
Ганди је био номинован за једанаест Оскара, а освојио је осам, укључујуће оне за најбољи филм, најбољу режију и најбољег глумца (Кингсли). Британски филмски институт га је сместио на 34. место листе најбољих британских филмова свих времена, док га је Амерички филмски институт прогласио за 29. најинспиративнији филм.

## Радња
Дана 30. јануара 1948, на путу на вечерњу молитву, Махатма Ганди поздравља велики број присутних и обожавалаца. Један од присутних, Натхурам Годсе, прилази и пуца му у груди. Потом је приказана његова државна сахрана, процесија којој присуствују милиони људи из свих слојева друштва, а један радио репортер елоквентно говори о Гандијевом животу и делима која су променила свет.
У јуну 1893, 23-годишњи Ганди је избачен из јужноафричког воза јер је седео у купеу прве класе намењеном само за белце, упркос томе што је имао карту за прву класу. Схвативши да су закони пристрасни чак и против образованих и успешних Индијаца, он тада одлучује да започне ненасилну протестну кампању за права свих Индијаца у Јужној Африци, тврдећи да су они британски поданици и да имају иста права и привилегије као белци. Након бројних хапшења и нежељене међународне пажње, влада коначно попушта признавањем неких права Индијанцима.
Године 1915, као резултат његове победе у Јужној Африци, Ганди је позван назад у Индију, где се сада сматра националним херојем. Позивају га да крене у борбу за независност Индије од Британске империје. Ганди пристаје и покреће ненасилну кампању несарадње без преседана, координирајући милионе Индијаца широм земље. Јављају се и бројни проблеми, као што су насиље над демонстрантима или од стране самих демонстраната, Гандијево повремено хапшење и масакр над Индијцима 1919. у Амрицару.
Ипак, кампања изазива велику пажњу, а Британија се суочава са интензивним притиском јавности. Године 1930, Ганди протестује против британског пореза на со кроз веома симболичан марш за со. Он такође путује у Лондон на конференцију о потенцијалном британском напуштању Индије; овај подухват се, међутим, показује бесплодним. Ганди већи део Другог светског рата проводи у затвору због противљења рату. Током његовог кућног притвора, његова супруга Кастурба умире. Након завршетка рата, Индија коначно стиче своју независност. Индијци славе ову победу, али њихове невоље су далеко од краја. Земља је касније подељена по религијској основи. Одлучено је да северозападна област и источни део Индије (данашњи Бангладеш), области са муслиманском већином, постану нова држава под називом Пакистан. Ово је урађено с надом да ће се насиље смирити ако се муслиманима допусти да живе у засебној држави. Ганди се противи тој идеји и чак је спреман да дозволи Мухамеду Али Џини да постане први премијер Индије, али је подела Индије ипак спроведена. Верске тензије између хиндуса и муслимана прерастају у насиље широм земље. Згађен овим изненадним немирима, Ганди започиње штрајк глађу, одбијајући да једе све док насиље не престане. Борбе на крају престају.
Ганди проводи своје последње дане покушавајући да успостави мир између обе нације. Тиме је разбеснео многе дисиденте на обе стране, од којих је један (Годсе) умешан у заверу за његово убиство. Ганди је кремиран, а његов пепео је просут по реци Ганг.

## Улоге
| Глумац               | Улога                           |
| -------------------- | ------------------------------- |
| Бен Кингсли          | Махатма Ганди                   |
| Кендис Берген        | Маргарет Бурк Вајт              |
| Едвард Фокс          | бригадни генерал Реџиналд Дајер |
| Џон Гилгуд           | лорд Ирвин                      |
| Тревор Хауард        | судија Брумфилд                 |
| Џон Милс             | лорд Челмсфорд                  |
| Мартин Шин           | Винс Вокер                      |
| Ијан Чарлсон         | пречасни Чарлс Фрир Ендруз      |
| Атол Фугард          | генерал Јан Самтс               |
| Гинтер Марија Халмер | др Херман Каленбах              |
| Рошан Сет            | Џавахарлал Нехру                |
| Рохини Хатангади     | Кастурба Ганди                  |

## Награда Оскар
- Освојене награде
  - Оскар за најбољи филм
  - Оскар за најбољег главног глумца − Бен Кингсли
  - Оскар за најбољег режисера − Ричард Атенборо.
  - Оскар за најбољу сценографију − Стјуарт Крејг, Боб Ланг, Michael Seirton
  - Оскар за најбољу фотографију − Били Вилијамс, Рони Тејлор
  - Оскар за најбољу костимографију − Бану Атаја, Џон Моло
  - Оскар за најбољу монтажу − Џон Блум
  - Оскар за најбољи оригинални сценарио − Џон Брајли

- Номинације
  - Оскар за најбољу шминку − Том Смит
  - Оскар за најбољу оригиналну музику − Рави Шанкар, Џорџ Фентон
  - Оскар за најбољи звук − Џери Хамфриз, Робин О’Донохју, Џонатан Бејтс, Сајмон Кеј